# Berswordt-Altar
Das Berswordt-Retabel, umgangssprachlich auch Berswordt-Altar genannt, befindet sich heute im nördlichen Seitenschiff der evangelischen Marienkirche in Dortmund. Die Bilder des Flügelaltars sind vor 1390 zu datieren und zeigen auf der Außenseite eine Verkündigung an Maria, im Inneren eine auf drei Szenen konzentrierte Passion Christi. Der Name des Altaraufsatzes geht auf die Stifterfamilie Berswordt zurück, deren Wappen sich in den Ecken des Retabels findet.

## Der Berswordt-Altar
Die linke Tafel des Berswordt-Altars zeigt in der Kreuztragung Jesus auf dem Kreuzweg nach Golgatha. Simon von Cyrene wird gezwungen, ihm beim Tragen des schweren Kreuzes zu helfen. Während Knechte der römischen Soldaten ihn vorwärtsprügeln, beweinen ihn einige Frauen.
Die mittlere Tafel fasst in einem volkreichen Kalvarienberg verschiedene Episoden der Kreuzigung Christi zusammen. Sie zeigt den Zusammenbruch von Maria, die von Johannes gestützt wird. Johannes blickt zum Gekreuzigten, der nach dem Johannes-Evangelium die beiden zu Mutter und Sohn erklärt. Zu Füßen des Kreuzes schachern dämonische Gestalten um das Gewand Jesu. Ein römischer Hauptmann erkennt aber im sterbenden Jesus den wahren Sohn Gottes. Sein Bekenntnis ist als Spruchband ausgeführt. Im Zentrum der mittleren Tafel steht das Kreuz mit dem sterbenden Jesus, auch der Stich mit der Lanze in die Seite ist dargestellt. Rechts und links hinter Jesus hängen die mit ihm gekreuzigten Schächer. Die Seele dessen, der bereute, wird von einem Engel, die des Verstockten von einem Teufel geholt.
Die rechte Tafel zeigt die Kreuzabnahme. Auch auf diesem Bild steht das Kreuz im Zentrum. Das Geschehen ist auf wenige Personen begrenzt, anders als in der Szenenfülle des Zentralbildes. Vor dem goldenen Hintergrund leuchten die Gewänder der agierenden Personen rot, golden und grün. Josef von Arimathia hält den Leichnam Jesu im Arm, während andere die blutenden Nägel mit einer Zange aus den Füßen entfernen und den linken Arm vom Kreuz lösen. Die Gestalt Jesu wirkt nicht nur im Bereich des weißen Tuches, das seine Scham bedeckt, verschleiert.
| Berswordt-Retabel (vor 1395) | Berswordt-Retabel (vor 1395) | Berswordt-Retabel (vor 1395) |
| ---------------------------- | ---------------------------- | ---------------------------- |
|                              |                              |                              |

| Berswordt-Altar Außenseite | Berswordt-Altar Außenseite |
| -------------------------- | -------------------------- |
|                            |                            |

## Der Meister des Berswordt-Altars
Der Maler des Berswordt-Altars ist namentlich nicht bekannt; er wird mit dem Notnamen Meister des Berswordt-Retabels bezeichnet. Es wurde vorgeschlagen, in dem Altar ein Frühwerk des Conrad von Soest zu sehen, was jedoch umstritten ist. 